# Regina Buggy
Regina Buggy   (Plymouth, 12 de novembre de 1959), també coneguda com a Gina Buggy, és una jugadora d'hoquei sobre herba estatunidenca ja retirada, que va competir durant la dècada de 1980.
El 1984 va prendre part en els Jocs Olímpics de Los Angeles, on guanyà la medalla de bronze en la competició d'hoquei sobre herba.
També destacà en bàsquet i lacrosse, esport en què també va jugar a la selecció nacional el 1980 i 1981. Un cop retirada exercí d'entrenadora d'hoquei sobre herba.